# Franco Cariolato

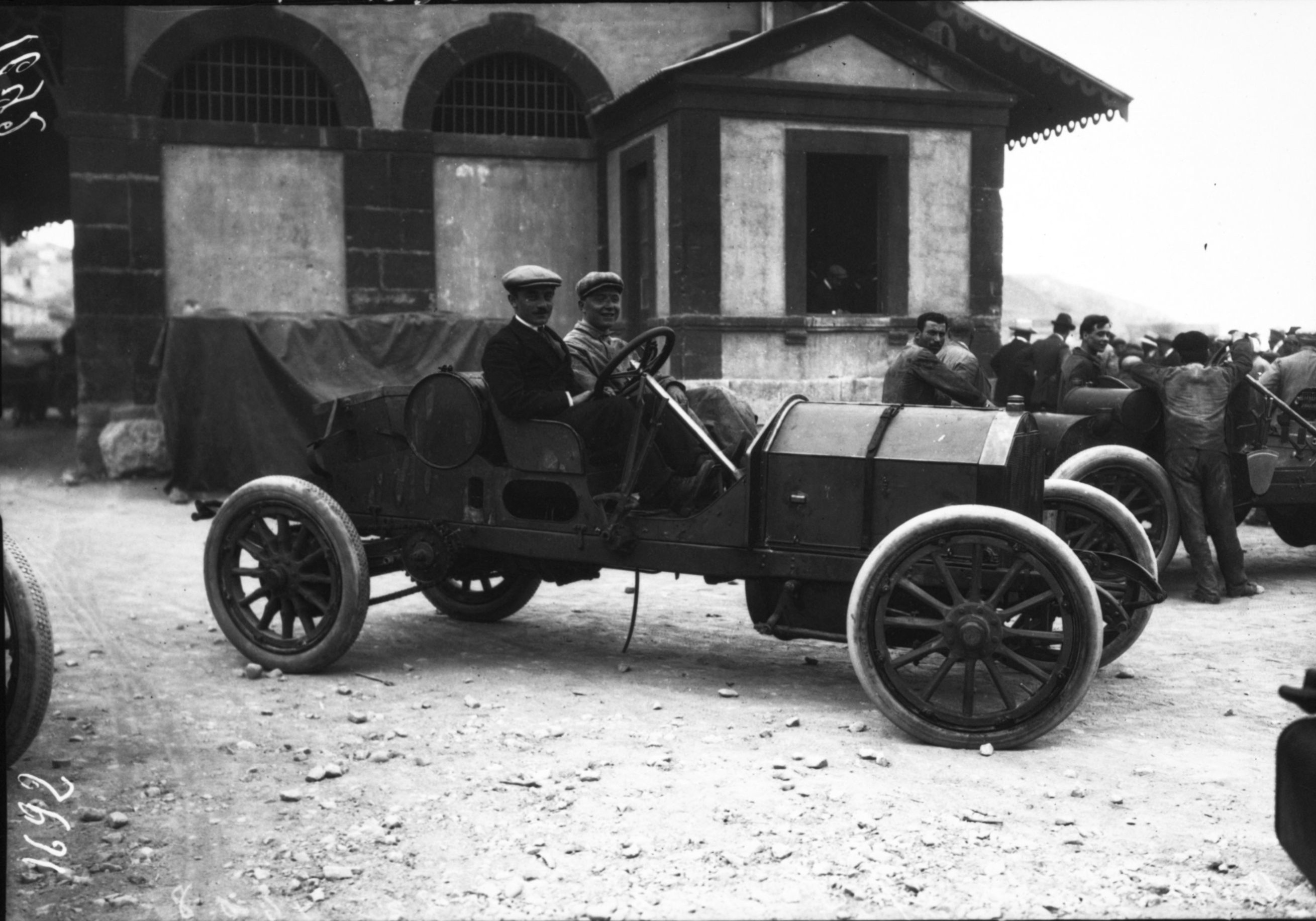
Franco Cariolato im Jahr 1908 …

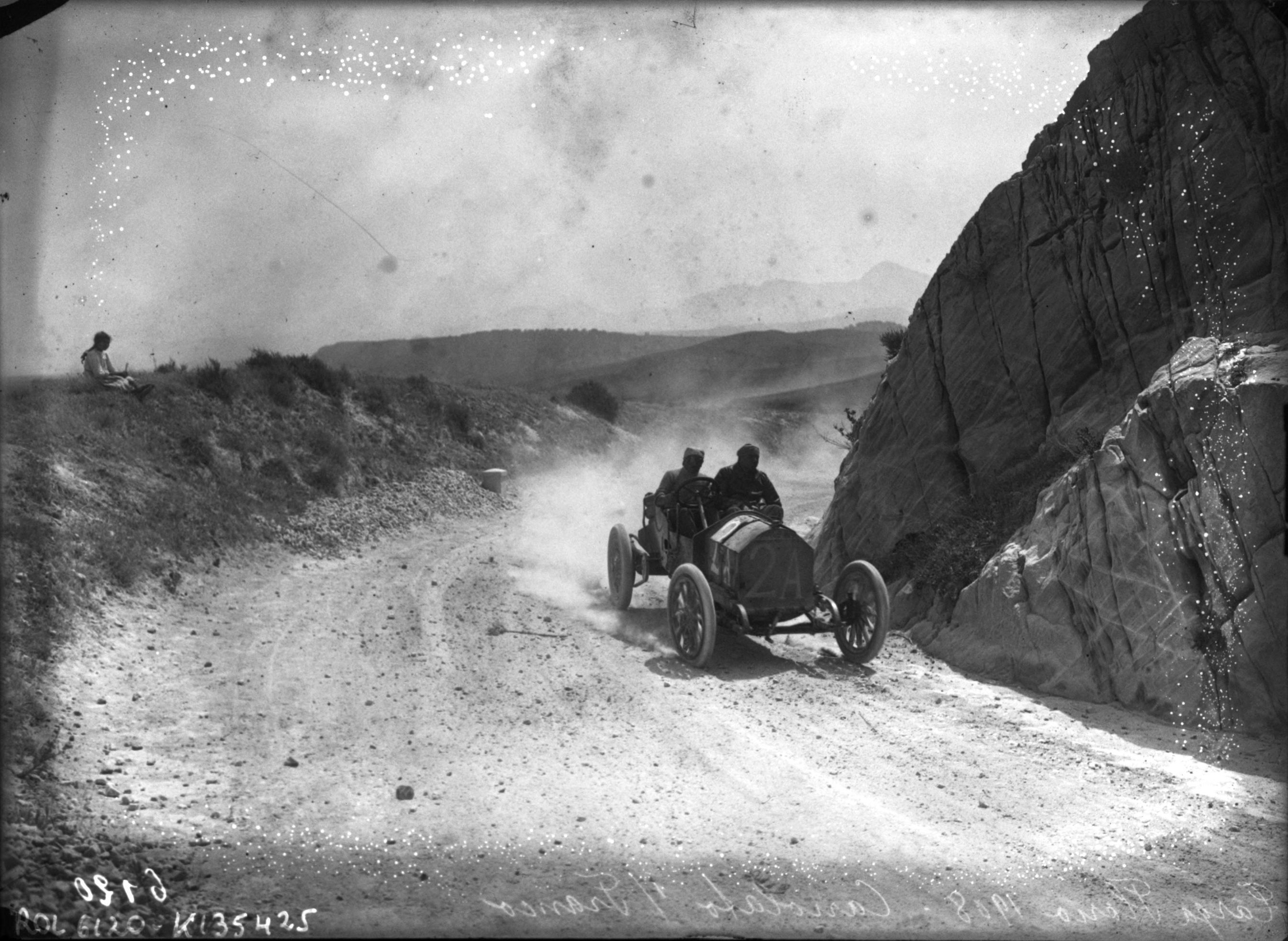
… auf Franco bei der Targa Florio

Franco Tullio Cariolato (bl. 1900er-Jahre) war ein italienischer Automobilrennfahrer.

## Karriere
Cariolato nahm ab 1907 an der Targa Florio auf Sizilien teil. 1907 war er auf einem Rapid unterwegs und schied aus. Im Jahr 1908 startete er für den Hersteller Automobili Franco aus Sesto San Giovanni und erreichte wiederum nicht das Ziel.
Im Jahr 1910 gewann Franco Cariolato die fünfte Auflage der Targa Florio. Er pilotierte einen Franco 35/50 HP und absolvierte das über zwei Runden auf dem 148,823 km langen Grande circuito delle Madonie führende Rennen in 6 Stunden, 20 Minuten und 47 Sekunden, was einer Durchschnittsgeschwindigkeit von 46,899 km/h entspricht. Von den insgesamt fünf Startern in diesem Rennen erreichte neben Cariolato nur einer das Ziel – L. De Prosperis auf Sigma.